# PGC 51372
LEDA/PGC 51372 (auch NGC 5603B) ist eine leuchtschwache Spiralgalaxie vom Hubble-Typ Sc im Sternbild Bärenhüter am Nordsternhimmel. Sie ist schätzungsweise 251 Mio. Lichtjahre von der Milchstraße entfernt und hat einen Durchmesser von etwa 145.000 Lj. Gemeinsam mit NGC 5603 bildet sie das gravitativ gebundene Galaxienpaar Holm 641.

Im selben Himmelsareal befinden sich u. a. die Galaxien NGC 5582, NGC 5598, NGC 5601.